# Modelul atomic cădere liberă
Modelul atomic cădere liberă a fost formulat de polonezul Michal Grizinski în 1965 prin adaugarea unei ipoteze suplimentare la modelul Bohr. Gryziński a propus modelul ca o consecință a teoriei sale de împrăștiere clasică. În această aproximare clasică, electronii nu circulă la fel ca în modelul Bohr, dar introduce căderea liberă aproape radială spre nucleu.